# Nie masz wroga prócz czasu
Nie masz wroga prócz czasu (tyt. oryg. No Enemy But Time) – powieść fantastycznonaukowa amerykańskiego pisarza Michaela Bishopa. Powieść ukazała się w 1982 r., polskie wydanie, w tłumaczeniu Zbigniewa A. Królickiego, wydało wydawnictwo Zysk i S-ka w 2000 r. Powieść otrzymała nagrodę Nebula w 1982 r.

## Fabuła
Bohater, John Monegal, ma zdolność śnienia w sposób, który przenosi go do epokę początków gatunku ludzkiego. Dzięki tajnemu rządowemu eksperymentowi podróży w czasie o kryptonimie „Biały Sfinks”, jego sny w końcu mogą się ziścić. Trafia do Afryki sprzed milionów lat, gdzie musi zmierzyć się ze zwierzętami oraz pierwotnymi ludźmi i każdego dnia walczyć o przetrwanie. Po jakimś czasie przyłącza się do miejscowego plemienia hominidów, a nawet wiąże się uczuciowo z jedną z tubylek. Płodzi córkę i po śmierci partnerki wraca do swoich czasów wraz z nią.